# Kurzplatz
Ein Kurzplatz ist ein verkürzter Golfplatz. Üblicherweise sind die Spielbahnen zwischen 50 und 100 Meter lang und Par 3 Löcher. Kurzplätze erfüllen nicht die Kriterien für ein offizielles Rating, daher können auf ihnen keine vorgabenwirksamen Turniere gespielt werden. Sie dienen zu Übungszwecken. Längere Kurzplätze mit Par 4 Spielbahnen werden meist als vollwertige Golfplätze betrieben und haben dementsprechend offizielle Course-Rating- und Slope-Werte.